# Episodi di Yahari ore no seishun love kome wa machigatteiru

Logo della serie

Questa è la lista degli episodi dell'anime Yahari ore no seishun love kome wa machigatteiru, adattamento dell'omonima serie di light novel scritta da Wataru Watari e illustrata da Ponkan8.
Una prima serie anime di 13 episodi, diretta da Ai Yoshimura e prodotta da Brain's Base, è stata trasmessa dal 5 aprile al 21 giugno 2013, seguita da un episodio aggiuntivo esclusivo della versione animata, scritto da Wataru Watari, il quale è andato in onda il 27 giugno 2013. È stata trasmessa in simulcast in versione sottotitolata su Crunchyroll. Un episodio OAV è stato pubblicato nel Blu-ray Disc venduto in allegato con l'edizione limitata del videogioco uscito il 19 settembre 2013. La sigla d'apertura Yukitoki (ユキトキ?) è cantata da Nagi Yanagi, mentre quella di chiusura Hello Alone da Saori Hayami e Nao Tōyama.
Una seconda stagione è stata annunciata da Shōgakukan nel 2014. Intitolata Yahari ore no seishun love kome wa machigatteiru. Zoku, è stata prodotta da Feel, diretta da Kei Oikawa, il character design curato da Yuichi Tanaka e la colonna sonora è stata composta da Shōtarō Suga. È stata trasmessa dal 3 aprile al 26 giugno 2015. La sigla iniziale è Harumodoki (春擬き?) interpretata da Nagi Yanagi mentre quella di chiusura Everyday World. (エブリデイワールド?, Eburidei Wārudo) da Yukino Yukinoshita (Hayami) e Yui Yuigahama (Tōyama). Anche in questo caso è stato prodotto un episodio OAV allegato alla versione limitata del secondo videogioco uscito il 27 ottobre 2016.
Una terza stagione, intitolata Yahari ore no seishun love kome wa machigatteiru. Kan, è stata annunciata da Shogakukan il 18 marzo 2019. È prodotta nuovamente da Feel e vede il ritorno di Kei Oikawa alla regia e Yuichi Tanaka come character designer, mentre Keiichirō Ōchi sostituisce Shōtarō Suga come sceneggiatore. Doveva originariamente andare in onda dall'aprile 2020 ma è stata posticipata a data da destinarsi. La trasmissione di quest'ultima è avvenuta dal 9 luglio al 24 settembre 2020. La sigla iniziale è Megumi no ame (芽ぐみの雨?) interpretata da Nagi Yanagi mentre quella di chiusura è Diamond no jundo (ダイヤモンドの純度?, Daiyamondo no jundo) di Yukino Yukinoshita (Saori Hayami) e Yui Yuigahama (Nao Tōyama). In alcuni episodi vengono impiegate come sigle di chiusura rispettivamente Diamond no jundo -Ballade Arrange-Yukino Solo Ver. (ダイヤモンドの純度 ~Yukino Ballade~?, Daiyamondo no jundo ~Yukino Ballade~) cantata da Yukino Yukinoshita (Hayami) e Diamond no jundo -Ballade Arrange-Yui Solo Ver. (ダイヤモンドの純度 ~Yui Ballade~?, Daiyamondo no jundo ~Yui Ballade~) interpretata da Yui Yuigahama (Tōyama). Un OAV è stato pubblicato in allegato all'edizione limitata del terzo videogioco uscito il 27 aprile 2023.

## Lista episodi

### Prima stagione
| Nº  | Titolo italiano (traduzione letterale) Giapponese 「Kanji」 - Rōmaji | In onda           | In onda |
| Nº  | Titolo italiano (traduzione letterale) Giapponese 「Kanji」 - Rōmaji | Giapponese        |         |
| 1   | La mia commedia romantica di gioventù è sbagliata, come mi aspettavo. 「こうして彼らのまちがった青春が始まる。」 - Kōshite karera no machigatta seishun ga hajimaru | 5 aprile 2013     |         |
| 1   | Il pragmatico solitario Hachiman Hikigaya scrive un saggio che descrive il suo punto di vista sulla vita degli adolescenti e che scontenta la sua insegnante di lingue, Shizuka Hiratsuka. Come punizione, la professoressa obbliga Hachiman a unirsi al club di volontariato dell'istituto Soubu e chiede che il suo unico membro, Yukino Yukinoshita, cerchi di porre rimedio alle sue abilità sociali compromesse. Ciò provoca un conflitto tra i due studenti e Shizuka propone loro di mettere in discussione i propri ideali aiutando le persone inviate al club. Il giorno dopo, Hachiman scopre che Yukino è stata paradossalmente emarginata a causa della sua bellezza e si relaziona con il suo modo di pensare differenziale. In seguito, Yui Yuigahama chiede al club di volontariato di aiutarla a preparare dei biscotti per un'amica e Yukino non riesce a insegnarle le basi della cucina. Hachiman tenta un approccio alternativo e usa la psicologia per far capire a Yui che il semplice atto di fare qualcosa per un'altra persona ha un significato più importante del risultato finale. La settimana successiva, Yukino e Hachiman discutono la richiesta di Yui in merito all'obiettivo finale del miglioramento personale, rispetto alla ricompensa di lavorare per tale miglioramento nonostante il rischio di fallire. In seguito, Yui si presenta al club e ringrazia sia Hachiman che Yukino con dei biscotti fatta in casa da lei stessa. |                   |         |
| 2   | Di certo, ognuno ha la sua dose di preoccupazioni. 「きっと、誰しも等し並みに悩みを抱えている。」 - Kitto, dareshimo hitoshi nami ni nayami o kakaeteiru. | 12 aprile 2013    |         |
| 2   | Shizuka rimprovera nuovamente Hachiman per aver basato la sua relazione di biologia sulla sua insoddisfazione per la gerarchia di dominanza stabilita dai gruppi sociali. Più tardi, Yumiko Miura fa pressione su Yui per ottenere una scusa diretta quando lei cerca di allontanarsi dal loro gruppo sociale per pranzare con Yukino. Yukino si presenta e chiede una spiegazione per il ritardo di Yui, ma finisce per perdonarla. Tuttavia, Yumiko si sfoga quando Yui concentra la sua attenzione su Yukino, spingendo quest'ultima a richiamare Yumiko per il suo egocentrismo. L'atmosfera tesa spinge gli altri studenti a uscire dall'aula e Yui ne approfitta per spiegare che l'incontro con Hachiman e Yukino l'ha aiutata a capire che può essere se stessa e non costringersi a fare ciò che gli altri vogliono da lei, cosa che Yumiko accetta. Il pomeriggio seguente, un adolescente delirante di nome Yoshiteru Zaimokusa si presenta al club di volontariato. Dopo che il gruppo si è messo a sviscerare la sua personalità ostentata, Yoshiteru chiede il loro aiuto per recensire una light novel che ha scritto. Hachiman e Yukino restano quindi svegli tutta la notte a leggere il romanzo e il giorno dopo presentano le loro critiche, che si rivelano tutt'altro che positive. Nonostante la brutale onestà del club di volontariato, Yoshiteru accetta sinceramente le loro parole e promette di far loro recensire la sua prossima opera letteraria. |                   |         |
| 3   | Qualche volta, anche il dio delle commedie romantiche combina qualcosa di buono. 「たまにラブコメの神様はいいことをする。」 - Tamani rabu kome no kami-sama wa ī koto o suru. | 19 aprile 2013    |         |
| 3   | Yui interrompe Hachiman mentre pranza all'aperto nel suo posto preferito e gli racconta con entusiasmo della sua crescente relazione con Yukino. Durante la successiva lezione di ginnastica, Saika Totsuka si allena a tennis con Hachiman e alla fine gli chiede di entrare nel club di tennis. Hachiman chiede a Yukino un parere sull'offerta durante la successiva riunione del club di volontariato, dopodiché arriva Saika per chiedere di essere aiutato ad allenarsi nel tennis per i prossimi giorni. Mentre il gruppo si allena all'ora di pranzo, Yumiko e il suo gruppo pretendono di usare il campo da tennis, ignorando che Saika ha il permesso di usarlo. Tuttavia, Hayato Hayama propone di fare una partita in doppio e il vincitore avrà accesso al campo. La partita inizia con Hachiman e Yui contro Hayato e Yumiko, finché Yui non si sloga una caviglia e si scambia con Yukino. Dopo un po' di battibecchi pre-partita con Yumiko, Yukino domina l'incontro fino a quando non esaurisce la sua resistenza e affida il gioco ad Hachiman. Hachiman effettua gli ultimi due servizi sfruttando la sua conoscenza delle correnti marine e mandando la palla in alto, vincendo così la partita. Gli spettatori finiscono per ignorare la vittoria del club di volontariato quando Hayato salva Yumiko dall'infortunio causato dal servizio finale. |                   |         |
| 4   | Praticamente non ha molti amici. 「つまり、彼は友達が少ない。」 - Tsumari, kare wa tomodachi ga sukunai. | 26 aprile 2013    |         |
| 4   | Mentre si recano a scuola, Hachiman e sua sorella Komachi Hikigaya discutono dell'incidente d'auto in cui è stato coinvolto in quello che doveva essere il suo primo giorno di scuola superiore. In seguito, Shizuka rimprovera Hachiman per la scelta della sua futura occupazione e gli ricorda di scegliere un gruppo di tre persone per l'imminente visita sul posto di lavoro. Più tardi il club di volontariato riceve un misterioso messaggio di testo condiviso tra i ragazzi. Hayato chiede al club di volontariato di trovare il responsabile del messaggio che dipinge i membri del suo gruppo, Kakeru, Yamato e Oka, come delinquenti. Il club di volontariato collega il messaggio all'imminente visita sul luogo di lavoro e deduce che uno dei tre ha intenzione di eliminarne un altro per poter formare un gruppo con Hayato. Hachiman e Yui fanno a turno per raccogliere informazioni, ma Yui fallisce nel suo intento a causa della sua incapacità di rimanere discreta. In seguito, Hachiman inizia a osservare il gruppo di Hayato, ma Saika lo interrompe. Una volta che Hayato si è unito alla loro conversazione, Hachiman risolve il mistero e spiega poi il rapporto di coesione tra Kakeru, Yamato e Oka e chiede ad Hayato di uscire dal gruppo per dare loro la possibilità di legare. Hayato ringrazia Hachiman e si unisce a lui e a Saika per l'uscita. |                   |         |
| 5   | Ritorna al sentiero che intraprese all'inizio. 「またしても、彼は元来た道へ引き返す。」 - Mata shite mo, kare wa moto kita michi e hikikaesu. | 3 maggio 2013     |         |
| 5   | Dopo essere stato rimproverato da Shizuka per essere arrivato tardi alle lezioni del doposcuola, Hachiman si reca verso una caffetteria locale e incontra Yui, Yukino e Saika, che vengono raggiunti da Komachi e dal suo amico Taishi Kawasaki. Taishi spiega la sua preoccupazione per le escursioni notturne di sua sorella Saki Kawasaki e il club di volontariato decide di andare a fondo della vicenda. Il giorno successivo, il club mette in atto vari piani per avvicinare Saki, che si concludono tutti con un fallimento. Con l'aiuto di Komachi, il club di volontariato scopre che Saki lavora di notte in un locale e alla fine la rintraccia in un hotel di alta classe a Chiba. Il club di volontariato decide di andarsene dopo che le tensioni tra Saki e Yukino si accendono quando scoprono che la prima ha ingannato la direzione dell'hotel sulla sua età per ottenere un impiego. Saki si incontra con il gruppo la mattina seguente e si scopre che ha risparmiato denaro per l'università. Komachi le fa notare che non avrebbe dovuto far preoccupare Taishi e Hachiman le propone di fare domanda per una borsa di studio. In seguito Komachi sciocca Hachiman con la rivelazione che Yui era la proprietaria del cane che aveva salvato nell'incidente d'auto. Ritenendo che Yui fosse amichevole con lui solo per il senso di colpa, Hachiman pone fine al loro rapporto durante l'uscita. |                   |         |
| 6   | Il loro inizio infine giunge al termine. 「ようやく彼と彼女の始まりが終わる。」 - Yōyaku kare to kanojo no hajimari ga owaru. | 10 maggio 2013    |         |
| 6   | Yui smette di venire alla riunioni del club di volontariato e sembra abbandonarlo del tutto dopo il suo precedente incontro con Hachiman e Shizuka li incarica di reclutare un nuovo terzo membro. Yukino propone di far rientrare Yui nel club festeggiando il suo compleanno. Nel fine settimana si recano in un centro commerciale per fare acquisiti per Yui, ma con poca fortuna. Alla fine i due si decidono ad acquistare alcuni accessori alla moda per Yui, finché non si imbattono nella sorella maggiore di Yukino, Haruno Yukinoshita, che li stuzzica scherzosamente con la sua personalità di facciata. In seguito, anche Yui si imbatte nella coppia e Yukino la invita alla prossima riunione del club di volontariato. Alla riunione successiva, Yukino spiega a Yui che intendevano festeggiare il suo compleanno e ringraziarla per tutto ciò che ha fatto per il club. Anche Hachiman coglie l'occasione per chiarire con Yui e le spiega che lei non gli deve nulla e quindi non deve compatirlo. Yui ribatte che non ha mai pensato di provare pietà per lui, ma la complessità della situazione la lascia a corto di parole. Tuttavia, Yukino aiuta a riparare la frattura tra loro spiegando sinceramente che dovrebbero abbandonare la loro situazione attuale e iniziare un nuovo percorso, che decidono di intraprendere. |                   |         |
| 7   | In ogni caso, non prendersi una pausa durante le vacanze estive è sbagliato. 「ともあれ、夏休みなのに休めないのは何かおかしい。」 - Tomoare, natsuyasuminanoni yasumenai no wa nanikaokashī. | 17 maggio 2013    |         |
| 7   | Hachima cerca di rilassarsi durante le vacanze estive e ignora i messaggi telefonici di Shizuka riguardanti le attività del club di volontariato. Alla fine Shizuka riesce a convocare Hachiman e porta il club di volontariato e altri studenti dell'istituto Soubu in un parco della prefettura di Chiba per supervisionare un campo estivo di una scuola elementare per alcuni giorni. Durante la prova di orientamento, Hachiman e Yukino assistono all'allontanamento deliberato della piccola Rumi Tsurumi da parte delle sue coetanee e ai numerosi tentativi falliti di Hayato di porre rimedio alla situazione. Rumi percepisce un'aura simile da parte di Hachiman e Yukino e confida loro il suo problema, con Yukino che aggiunge che la situazione non potrà che degenerare una volta entrata alle scuole medie con le stesse persone. La sera stessa il gruppo della Soubu cerca di trovare un modo per aiutare Rumi. Tuttavia, le tensioni si accendono quando Yukino respinge un'idea di Yumiko basata sulla sua generale mancanza di esperienza nelle interazioni con persone asociali come Rumi. Non riuscendo a dormire durante la notte, Hachiman trova Yukino nel bosco e le spiega il suo desiderio di aiutare Rumi perché vede in lei un riflesso di Yui e anche un po' della storia che esiste tra lei e Hayato, dopodiché va a letto. Nel frattempo, Rumi si siede vicino a un ruscello sotto la luce delle stelle. |                   |         |
| 8   | Un giorno, scopriranno la verità. 「いずれ彼ら彼女らは真実を知る。」 - Izure karera kanojora wa shinjitsu o shiru. | 24 maggio 2013    |         |
| 8   | Shizuka chiede al gruppo della Soubu di organizzare una prova di coraggio e un falò per la sera. Dopo i preparativi, le ragazze si rilassano in un fiume vicino e Rumi si unisce a Hachiman sulla riva, dove lui spiega che con l'avanzare dell'età è sempre meno probabile mantenere i legami della scuola elementare. Rumi, tuttavia, spiega di aver già rinunciato a farsi delle amiche in base al trattamento che le è stato riservato dalle sue coetanee in passato. Per aiutarla, Hachiman propone al suo gruppo di creare un conflitto all'interno del gruppetto che evita Rumi, in modo da rivelare la loro vera fedeltà nei reciproci confronti, quindi, distruggere i legami tra loro, spostando così l'attenzione da Rumi. Il piano sembra funzionare quando viene messo in atto durante la prova di coraggio, finché Rumi non salva le ragazza in un drammatico colpo di scena. In seguito, durante il falò, il gruppo della Soubu nota che il piano poco ortodosso di Hachiman ha fatto si che le ragazze si separassero dopo essersi tradite a vicenda, migliorando leggermente la situazione di Rumi. L'escursione si conclude il giorno successivo e quando Haruno viene a prendere Yukino, Yui e Hachiman riconoscono la limousine degli Yukinoshita come quella che ha investito Hachiman nell'incidente. |                   |         |
| 9   | Ancora una volta, ritorna al sentiero che intraprese all'inizio. 「三度、彼は元来た道へ引き返す。」 - Sando, kare wa moto kita michi e hikikaesu. | 31 maggio 2013    |         |
| 9   | Yui invita Hachiman e Komachi all'annuale festival estivo dei fuochi d'artificio come ringraziamento per essersi presi cura del suo cane, ma Komachi si tira indietro per dare a Hachiman e Yui la possibilità di andarci insieme. Il giorno del festival, Hachiman e Yui cercano di compensare l'imbarazzo di uscire insieme per la prima volta facendo acquisti per Komachi. Durante i fuochi d'artificio, i due si imbattono in Haruno mentre cercano un posto per assistere allo spettacolo. Haruno coglie l'occasione per spiegare un po' della complicata relazione tra lei e Yukino e si lamenta del fatto che Yukino ha difficoltà a stringere rapporti significativi con le persone. Al termine del festival, Haruno fa erroneamente riferimento al coinvolgimento di Yukino nell'incidente, ma Hachiman lo liquida come acqua passata. In seguito, Hachiman accompagna Yui a casa e lei spiega che preferirebbe che Hachiman, Yukino e lei stessa non tenessero i loro sentimenti imbottigliati e si lamenta anche del fatto che avrebbe fatto amicizia con Hachiman anche senza l'incidente, cosa che lui rifiuta sulla base del suo stesso ragionamento causale. Tuttavia, quando la settimana successiva riprende la scuola, Hachiman inizia ad odiarsi per aver creduto che Yukino fosse incapace di mentire, dato al loro primo incontro nell'aula del club lei ha affermato di non sapere chi lui fosse. |                   |         |
| 10  | La distanza fra loro non é cambiata e il festival diverrá presto un carnevale. 「依然として彼らの距離は変わらずに、祭りはもうすぐカーニバる。」 - Izentoshite karera no kyori wa kawarazu ni, matsuri wa mōsugu kānibaru. | 7 giugno 2013     |         |
| 10  | Shizuka propone Hachiman come rappresentante maschile della 2F per il comitato del festival culturale, mentre Hayama nomina Minami Sagami come rappresentante femminile, che si offre volontaria per presiedere il comitato nel tentativo di promuovere la propria crescita personale. In seguito, Minami chiede a Yukino di assisterla nella presidenza in qualità di vicepresidente. Con grande sorpresa di tutti, Yukino riesce a gestire le responsabilità del festival in modo molto più efficace di Minami. Nel frattempo, Hina Ebina si occupa di una produzione teatrale e Haruno cerca di candidarsi per uno spettacolo musicale. Minami propone che il comitato si occupi della preparazione del festival, mentre Yukino sostiene che il lavoro logistico ha la priorità. Tuttavia, più della metà del comitato segue il consiglio di Minami e lascia i membri restanti a lavorare alle numerose scartoffie. Il giorno dopo, Yukino si occupa in modo efficiente della maggior parte del lavoro, ma quando Hayato la critica, Hachiman sposta l'attenzione da Yukino dando la colpa ai membri del gruppo che disertano. In seguito, Minami passa la maggior parte delle sue responsabilità a Yukino prima di tornare ad aiutare le altre classi della scuola. Sopraffatta dalle scartoffie, Yukino ne porta a casa la maggior parte e non si presenta a scuola il giorno seguente. |                   |         |
| 11  | Così, si alza il sipario su ciascuno di loro come il festival raggiunge un campo febbricitante. 「そして、それぞれの舞台の幕が上がり、祭りは最高にフェスティバっている。」 - Soshite, sorezore no butai no maku ga agari, matsuri wa saikō ni fesutiba tte iru. | 14 giugno 2013    |         |
| 11  | Hachiman e Yui fanno visita a Yukino e scoprono che è molto stanca a causa dei troppi incarichi che si è presa per il festival. Yui la rimprovera per non essersi affidata di più a loro e Hachiman rafforza la sua argomentazione spiegando che in un mondo ideale le persone si affidano l'una all'altra, ma anche in questo caso non sa se sarebbe la cosa giusta da fare. Il giorno successivo, il comitato del festival tenta di elaborare degli slogan per il festival, che indicano tutti un senso di cameratismo. Hachiman propone abilmente uno slogan utilizzando il kanji di "Persone" (人?, Hito) per sottolineare l'ingiusta divisione del lavoro introdotta da Minami nel comitato. Questa trovata procura a Hachiman il disprezzo del resto della commissione, che il giorno dopo si presenta in massa per falsificare le sue parole. Qualche tempo dopo inizia il festival culturale del liceo Soubu e Minami sbaglia il suo discorso d'apertura a causa dell'ansia del palcoscenico. Nonostante ciò, il resto del festival si rivela un grande successo, soprattutto la produzione teatrale de Il piccolo principe in versione yaoi ad opera di Hina. Hachiman si prende una pausa e Yui lo raggiunge per il pranzo, spiegandogli che ha deciso di aspettare che Yukino si apra con lei e che cercherò di rafforzare il suo legame con Hachiman. Nel frattempo, Minami si chiude un bagno a causa dell'imbarazzo provato quando era sul palco. |                   |         |
| 12  | E così, la gioventù di lui, lei e di lei continua ad essere sbagliata. 「こうして、彼と彼女と彼女の青春はまちがい続ける。」 - Kōshite, kare to kanojo to kanojo no seishun wa machigai tsudzukeru. | 21 giugno 2013    |         |
| 12  | Il festival culturale prosegue e Hachiman è costretto a svolgere il suo compito di membro del comitato documentando gli eventi della giornata su pellicola. Komachi si presenta e si sorprende che il fratello si stia assumendo un po' di responsabilità. Mentre il festival entra nelle sue ultime fasi, Haruno intrattiene il pubblico con un'esibizione di un'intera orchestra. Ben presto, mentre si avvicina la cerimonia di chiusura, Meguri riferisce che Minami è scomparsa nel nulla. Poiché deve tenere il discorso di chiusura, il gruppo decide di guadagnare tempo mentre Hachiman la cerca nel campus. Alla fine Hachiman trova Minami su un terrazzo e si rende conto che è arrabbiata perché Yukino le ha rubato la scena, nonostante le abbia chiesto aiuto. Hayato e il gruppo di Minami vengono a prenderla, ma lei si rifiuta di tornare sul palco. Non vedendo altre alternative, Hachiman usa astutamente la psicologia inversa, combinata con la vera realtà sociale di Minami, per farla sentire in colpa e farle accettare il suo dovere, usando un tono che fa infuriare Hayato. Il festival si conclude con le esibizioni musicali di Yui, Yukino, Haruno e Shizuka, seguite dal discorso di chiusura di Minami. Tutti mostrano reazioni contrastanti sul modo di fare di Hachiman, ma Shizuka si complimenta con lui perché trova sempre il modo di salvare le persone dai loro problemi, ma afferma che le si spezza il cuore perché si sacrifica sempre per farlo. Alla sera, nella sala del club di volontariato, Hachiman e Yukino discutono di quanto si siano conosciuti e Yukino accenna al fatto che sono diventati amici. Alla fine arriva Yui per invitarli a un dopo festa organizzato da Hayato per celebrare il successo del festival. Hachiman conclude riflettendo sul fatto che, anche se nella vita non ci sono seconde possibilità, gli ideali suoi e di Yukino sulla società possono continuare a essere visti come deviazioni. |                   |         |
| 13  | E così, il loro festival non finì. 「だから、彼らの祭りは終わらない。」 - Dakara, karera no matsuri wa owaranai. | 28 giugno 2013    |         |
| 13  | Il liceo Soubu organizza il suo festival annuale di atletica e Hachiman cerca di razionalizzare il suo disinteresse a partecipare reinterpretando un discorso di Pierre de Coubertin. Qualche tempo prima, Meguri Shiromeguri chiede al club di volontariato di assisterla nell'organizzazione del festival di atletica della scuola. Il club di volontariato accetta e Meguri fa fare loro un brainstorming di idee per gli eventi, che vengono tutte respinte da Shizuka a causa della sensibilità sociale ad essa legata. Hachiman decide di ricorrere alla creatività di Yoshiteru e Hina, che presto procedono con i preparativi. All'inizio del festival, la squadra bianca è in vantaggio sulla squadra rossa, ma le cose cambiano quando Yukino e le ragazze della squadra rossa riescono a vincere il loro evento a sfondo storico. In seguito, Hachiman partecipa all'evento di lancio del palo maschile e usa abilmente Yoshiteru come distrazione mentre si traveste da giocatore della squadra bianca e si avvicina al palo. Quando Hayato e il suo gruppo lo intercettano, Hachiman rivela la sua strategia di finta per distrarre Hayato in modo che Yoshiteru possa caricare il palo, vincendo così l'evento e il festival per la squadra rossa. Qualche tempo dopo, il club di volontariato discute della bravata di Hachiman che ha causato la squalifica della squadra rossa. Alla fine, Hachiman, Yukino e Yui decidono di fare del loro meglio al festival di atletica del prossimo anno. |                   |         |
| OAV | Dobbiamo augurar loro il meglio, anche per il nostro bene. 「こちらとしても彼ら彼女らの行く末に幸多からんことを願わざるを得ない。」 - Kochira toshite mo karera kanojora no yukusue ni sachiōkaran koto o negawazaru o enai. | 19 settembre 2013 |         |
| OAV | Una mattina, Hachiman riflette sulla vera natura del matrimonio e giunge alla conclusione che le persone si illudono inevitabilmente di essere felici. In seguito Shizuka incarica il club di volontariato di scrivere degli articoli da inviare a una rivista municipale locale, che descrivano nel dettaglio come gli adolescenti contemporanei vedono l'istituzione del matrimonio. Il club di volontariato accetta la richiesta e, dopo un brainstorming sulle idee di ricerca, decide di redigere alcuni sondaggi e di prendere un campione di persone rimaste nella scuola. Tuttavia, i risultati non fanno che sottolineare ulteriormente l'inesperienza dei loro coetanei e Yukino decide di chiedere l'aiuto di Komachi, dopo aver dedotto che prendersi cura di Hachiman equivale a un matrimonio. Komachi suggerisce di reindirizzare la ricerca sulle caratteristiche di una buona casalinga e fa sì che Yukino, Yui, Shizuka e lei stessa traggano informazioni da varie prove, tra cui esibizioni di abilità culinari, reazioni a scenari ipotetici e una sfilata di abiti da sposa. Infine, il club di volontariato porta a casa i dati raccolti e, nonostante sia in ritardo rispetto a Yui e Yukino con il carico di lavoro, Hachiman scrive che anche se le persone non possono prepararsi alle difficoltà del matrimonio, tutti hanno il diritto di desiderare la felicità. |                   |         |

### Seconda stagione
| Nº  | Titolo italiano (traduzione letterale) Giapponese 「Kanji」 - Rōmaji | In onda         | In onda |
| Nº  | Titolo italiano (traduzione letterale) Giapponese 「Kanji」 - Rōmaji | Giapponese      |         |
| 1   | Nessuno sa il perché si siano rivolti al club di volontariato. 「何故、彼らが奉仕部に来たのか誰も知らない。」 - Naze karera ga hōshi bu ni kita no ka daremoshiranai. | 3 aprile 2015   |         |
| 1   | A seguito dei recenti eventi al liceo Soubu si inizia a pensare all'imminente gita a Kyoto. Mentre il club di volontariato discute della gita, viene interrotto bruscamente da Hayato Hayama e Kakeru Tobe, che chiedono di aiutare quest'ultimo a dichiararsi a Hina Ebina. Hachiman decide di accettare la richiesta e illustra i rischi di chiedere a una ragazza di uscire prima di cercare di discernere i tratti positivi di Kakeru. Il giorno seguente, Yui delinea un piano per utilizzare la gita come luogo della confessione d'amore, finché Hina non li interrompe. Hina fa notare l'evoluzione delle relazioni del suo gruppo di coetanei e aggiunge il suo sostegno ad Hachiman affinché diventi più socievole. Alla fine, gli studenti del liceo Soubu arrivano a Kyoto e Hachiman e Yui fanno pochi progressi nell'aiutare Kakeru con Hina. In seguito, Hachiman consegna a Yukino una relazione sui progressi del loro incarico. Tuttavia, quando scorgono Shizuka che tenta di sgattaiolare fuori dall'hotel in cui alloggiano, quest'ultima li convince a tenere nascosta la sua scappatella notturna e li riporta indietro con alcune parole di rassicurazione. Alla fine, il primo giorno della gita si conclude con Hachiman che riaccompagna Yukino in albergo. |                 |         |
| 2   | Le loro confessioni non raggiungeranno nessuno. 「彼と彼女の告白は誰にも届かない。」 - Kare to kanojo no kokuhaku wa darenimo todokanai. | 10 aprile 2015  |         |
| 2   | Il secondo giorno del viaggio a Kyoto, Hachiman si imbatte in Yumiko in un minimarket e viene a sapere che Hina ha rifiutato tutti i suoi pretendenti romantici, e Yumiko esprime il suo compiacimento per lo stato attuale del loro gruppo. Gli studenti della Soubu arrivano ad Arashiyama il giorno successivo e Hayato si confida in modo insolito con Hachiman sulle sue paure riguardo alle conseguenze che la confessione di Kakeru avrà sull'integrità del loro gruppo. Hayato, a malincuore, incarica Hachiman di salvarlo. Mentre i ragazzi osservano in silenzio la confessione di Kakeru ad Hina, Hachiman rischia nuovamente la sua reputazione interrompendoli e fingendo di confessarsi ad Hina. Hina lo respinge e spiega il suo desiderio di essere single per il momento prima di andarsene. Kakeru ringrazia Hachiman per averlo salvato dall'imbarazzo del rifiuto prima di andarsene con Hayato e gli altri. Nonostante Hachiman abbia salvato un gruppo di coetanei dall'implosione, Yukino esprime il suo disgusto per il suo piano di azione e Yui lo sgrida in lacrime per non aver capito come i suoi metodi poco ortodossi di risoluzione dei problemi feriscano coloro che gli vogliono bene. Il giorno dopo, Hina ringrazia Hachiman per aver soddisfatto la sua richiesta di salvare lo status quo del suo gruppo. |                 |         |
| 3   | Silenziosamente, Yukinoshita Yukino ha preso una decisione. 「静かに、雪ノ下雪乃は決意する。」 - Shizuka ni, Yukinoshita Yukino wa ketsui suru. | 17 aprile 2015  |         |
| 3   | Tornati a scuola, gli studenti della 2F ignorano gli eventi della gita e continuano le loro normali interazioni, in contrasto con la forte tensione tra Hachiman e Yukino nel club di volontariato. Meguri Shiromeguri e Iroha Isshiki chiedono l'aiuto del club per supportare Iroha a perdere le imminenti elezioni del presidente del consiglio studentesco, poiché è stata nominata contro la sua volontà a seguito di uno scherzo. Hachiman propone quindi un'idea che risolverebbe la richiesta attraverso una mozione di sfiducia contro Iroha. Questo metodo serve solo a far infuriare Yukino e la sua prospettiva si scontra nuovamente con il pensiero laterale di Hachiman. In seguito, Yukino chiede a Shizuka di determinare lo stato del concorso del club e Shizuka ricorda a Hachiman le conseguenze dei suoi metodi. Con suo grande disappunto, dopo la scuola, Hachiman incontra Haruno e le sue amiche delle medie Kaori Orimoto e Chika Nakamachi. Alla successiva riunione del club di volontariato, Hachiman rimprovera a Yukino di aver sviluppato un piano che non tiene conto delle complicazioni future in caso di elezione di Iroha e sostiene che il suo piano evita lo sforzo supplementare per risolvere tali complicazioni. Yukino rimprovera Hachiman per i suoi metodi e lo spinge ad abbandonare la riunione del club. Più tardi, Iroha si reca da Hachiman ed esprime la sua preoccupazione per lo stato del club di volontariato, ma lui promette che troveranno una soluzione. |                 |         |
| 4   | E Yuigahama Yui ha fatto la sua dichiarazione. 「そして、由比ヶ浜結衣は宣言する。」 - Soshite, Yuigahama Yui wa sengen suru. | 24 aprile 2015  |         |
| 4   | Hayato invita Hachiman a uscire con Kaori, Chika e lui un fine settimana; inizialmente Hachiman rifiuta, ma poi ci ripensa dopo le pressioni di Haruno. Alla fine i quattro escono un pomeriggio e le ragazze delle Kaihin si prendono continuamente gioco di Hachiman. La serata raggiunge il culmine in una caffetteria locale, quando Hayato difende l'integrità di Hachiman dalle ragazze. In seguito, Yukino esprime la sua disapprovazione per essere stata ingannata da Hayato nel favorire il suo punto di vista alle ragazze invece di discutere delle elezioni e Haruno non ha altro che peggiorare la situazione dopo aver osservato l'intero episodio. In seguito, Hayato si scusa per aver creato una situazione scomoda, dato che intendeva solo far capire a Hachiman l'errore dei suoi metodi auto-sacrificali. Ciò offende Hachiman al punto da fargli sostenere che le conseguenze delle sue scelte sono solo sue e non devono riguardare gli altri. Il giorno dopo, Yukino decide di partecipare alle elezioni contro Iroha come soluzione alla sua richiesta. Poiché ciò mette a repentaglio l futuro del club di volontariato in caso di vittoria di Yukino, anche Yui decide di partecipare alle elezioni nel tentativo di preservare il club in caso di vittoria. Le scelte dei membri del club, tuttavia, lasciano Hachiman con una sensazione di disagio. |                 |         |
| 5   | L'aroma del tè non pervade più quella stanza. 「その部屋には、紅茶の香りはもうしない。」 - Sono heya ni wa, kōcha no kaori wa mō shi nai. | 1º maggio 2015  |         |
| 5   | Hachiman decide di confidarsi con la sorella Komachi sui recenti avvenimenti e lei gli risolve alcune parole di incoraggiamento prima di chiedergli di cercare un modo per mantenere sia Yukino che Yui nel club di volontariato. Il pomeriggio seguente, Hachiman si riunisce con Yoshiteru, Saika e Komachi per discutere di come gestire le elezioni del consiglio studentesco. Questi ultimi aiutano Hachiman a capire che la sua proposta iniziale di mozione di sfiducia era sbagliata, poiché avrebbe danneggiato l'unica cosa a cui Iroha tiene, la sua immagine di sé. Hachiman chiede a Saki di stilare una lista di potenziali candidati e a Yoshiteru di usare i nomi per creare una campagna anonima sui social media. Il giorno seguente, Hachiman riesce a convincere Iroha ad accettare la carica presidenziale utilizzando una combinazione di statistiche sui social media e un'abile psicologia inversa per evidenziarne i vantaggi. In seguito, Hachiman presenta le statistiche a Yui e Yukino, ma non dice come ha falsamente ottenuto i dati, usandoli solo come mezzo per convincere le due ragazze che non devono più candidarsi perché Iroha vincerebbe. Yui ringrazia Hachiman con una piccola comprensione per il suo metodo. Alla fine Iroha vince le elezioni per difetto, non avendo concorrenza come in origine, e i ragazzi proseguono con le loro vite. |                 |         |
| 6   | In sicurezza, il congresso si diverte, ma senza progressi. 「つつがなく、会議は踊り、されど進まず。」 - Tsutsuganaku, kaigi wa odori, saredo susuma zu. | 8 maggio 2015   |         |
| 6   | Dopo i recenti eventi, il club di volontariato cerca di mantenere l'atmosfera abituale. Ciò fa sì che Hachiman cerchi di mantenere la sua farsa con le sue compagne di club, diventando più socievole con loro dopo aver osservato il gruppo di coetanei di Hayato. Iroha chiede loro di aiutare il consiglio studentesco a organizzare un evento natalizio congiunto con il liceo Kaihin. Dopo aver visto Yukino innervosirsi, Hachiman decide di rifiutare la richiesta a nome del club e di accettarla invece come favore personale per Iroha, per mantenere una facciata di normalità con Yukino. Più tardi, Hachiman si incontra con i consigli studenteschi della Soubu e della Kaihin al centro sociale locale per iniziare a pianificare l'evento. Mentre Hachiman ha difficoltà a seguire il gergo dei cervelloni della Kaihin, Iroha accetta incrollabilmente i loro pensieri basandosi esclusivamente sulla loro presentazione ufficiale, con grande disappunto dei suoi compagni della Soubu. Il giorno dopo, Hachiman prova a comunicare un'idea nel gergo della Kaihin, ma la cosa gli si ritorce contro e viene doppiamente frainteso nel caos organizzativo. Alla fine della giornata, senza aver fatto progressi, Kaori va da Hachiman e lo deride quando viene a sapere della sua appartenenza al club di volontariato. |                 |         |
| 7   | Ad ogni modo, quella stanza continua ad inscenare una routine infinita. 「されど、その部屋は終わらぬ日常を演じ続ける。」 - Saredo, sono heya wa owara nu nichijō o enjitsuzukeru. | 15 maggio 2015  |         |
| 7   | Yui si lamenta dello stato del club di volontariato un pomeriggio prima che Hachiman vada a cercare Iroha quando lei non si presenta all'incontro Kaihin-Soubu. Ciò lo porta a discutere involontariamente con Hayato sulle loro reazioni all'aiutare gli altri. Dopo l'arrivo di Iroha, scoprono che Tamanawa ha affidato parte del lavoro ai bambini delle elementari. Hachiman cerca di far si che Tamanawa inizia a soppesare ed eliminare le possibili idee, ma lui spiega che tutti devono avere un'idea da inserire in qualche modo nell'evento natalizio. Un incontro inaspettato con Saika fa si che Hachiman metta in discussione il suo ideale preconcetto di aiutare il prossimo. Alla riunione successiva, Hachiman si rende conto di essere stato nominato capo virtuale del consiglio della Soubu. Questo lo spinge a cercare nuovamente di convincere Tamanawa a restringere le idee in modo che Iroha possa comprendere meglio cosa fare. Hachiman assiste poi Rumi nella rifinitura delle decorazioni e riflette su come i suoi metodi precedenti abbiano influenzato gli altri. Hachiman si imbatte poi in Yukino e, pur sapendo che ha assistito Iroha nella sua richiesta, gli spiega che non deve badare contemporaneamente a se stesso e a Yui e gli offre un congedo dalle attività del club per sollevarlo da questo peso. |                 |         |
| 8   | Nonostante ciò, Hachiman Hikigaya. 「それでも、比企谷八幡は。」 - Soredemo, Hikigaya Hachiman wa. | 22 maggio 2015  |         |
| 8   | Shizuka scorge Hachiman che sta per tornare a casa dopo l'incontro con Yukino e gli illustra la situazione disperata degli ultimi eventi. Shizuka va dritta alla radice del suo problema emotivo, spingendo che i suoi tentativi di proteggere Yukino e Yui sono stati in realtà la causa stessa della rottura all'interno del club di volontariato. Gli suggerisce quindi di riflettere sui suoi sentimenti fino a quando non capirà esattamente cosa stava cercando di ottenere. Il giorno seguente, Hachiman segue il consiglio di Shziuka e chiede l'assistenza di Yui e Yukino dopo aver ammesso la confusione innescata dai suoi piani. Yukino rifiuta con il suo solito atteggiamento difensivo e Yui sottolinea in lacrime la sua scorrettezza ad aprirsi, ma Yukino replica rimproverando Yui per aver nascosto a sua volta i suoi veri sentimenti. Hachiman si rende conto di ciò che Shizuka intendeva per "non dare semplicemente voce ai propri sentimenti" e rivela di voler veramente capire i sentimenti di chi lo circonda. Il modo di fare insolito di Hachiman provoca poi un conflitto con l'incapacità di Yukino di discernere il vero stato emotivo di una persona, che la spaventa portandola a fuggire sul terrazzo della scuola. Hachiman e Yui la inseguono e il sentimento reciproco di Yui, che chiede loro di essere più aperti l'uno con l'altra, risuona con Yukino a tal punto che decide di aiutare Hachiman.                                                                       |                 |         |
| 9   | Quindi, Yukino Yukinoshita. 「そして、雪ノ下雪乃は。」 - Soshite, Yukinoshita Yukino wa. | 29 maggio 2015  |         |
| 9   | Hachiman informa Yukino e Yui sui dettagli del prossimo incontro Kaihin-Soubu prima di parteciparvi con Iroha. Ciò permette a Yukino di constatare in prima persona lo stato disastroso dei preparativi per l'evento natalizio e i quattro decidono di chiedere ulteriori indicazioni a Shizuka. Quest'ultima decide di incoraggiare il brainstorming di idee con dei biglietti per un evento a tema natalizio al parco divertimenti Destiny Land e Yui porta con sé Hayato, Yumiko, Hina e Kakeru. Il gruppo inizia l'evento scattando alcune foto, seguite da un giro a tema spaziale e da un giro a tema panda, dove Hachiman osserva i tentativi di Iroha di flirtare con Hayato. Il club di volontariato fa poi una pausa in un negozio di souvenir per scegliere i regali per Komachi e Yui ne approfitta per punzecchiare i suoi sentimenti per Hachiman. Hachiman e Yukino si separano dagli altri per andare su un'altra giostra e Yukino si apre di più con lui sulla sua relazione con Haruno. Spiega che spesso pensa ai tratti positivi che Haruno possiede e ai motivi per cui lei non li possiede, estendendo ulteriormente questo pensiero ad Hachiman. Alla fine si incontrano con gli altri per lo spettacolo pirotecnico e, mentre tutti guardando il cielo, Hachiman nota Iroha e Hayato, dopo di che la prima scappa via in lacrime. |                 |         |
| 10  | Ciò che fa brillare le luci nelle loro mani. 「それぞれの、掌の中の灯が照らすものは。」 - Sorezore no, tenohira no naka no akari ga terasu mono wa. | 5 giugno 2015   |         |
| 10  | Iroha costringe Hachiman a riaccompagnarla a casa dopo il suo rifiuto da parte di Hayato e rivela che il suo recente sfogo nel club di volontariato l'ha spinta ad agire prematuramente. Hachiman fa incontrare il consiglio studentesco con il club di volontariato qualche tempo dopo e propone loro di spingere con decisione per un cambiamento drastico nell'incontro Kaihin-Soubu per evitare un fiasco nell'evento natalizio. Gli studenti della Soubu tentano questa tattica alla riunione successiva e quando Tamanawa li respinge, Hachiman li richiama alla loro paura delle responsabilità e alla loro incapacità di assumerle, come proposto da Yukino. Ciò ha l'effetto desiderato e presto si decidono per un musical e una recita teatrale. Infine, il giorno dell'evento natalizio, Iroha prende il comando e l'evento si rivela un grande successo. Una settimana dopo, il club di volontariato va a festeggiare il nuovo anno e Hachiman dà a Yukino il consiglio di trascorrere il Natale in famiglia. Il giorno dopo Hachiman e Yui vanno a fare shopping per il compleanno di Yukino e incontrano Haruno e Hayato mentre aspettano i loro genitori. Haruno chiama Yukino da casa, con suo grande disappunto, e i suoi legami familiari tesi si manifestano all'arrivo della madre. |                 |         |
| 11  | Hayato Hayama risponde sempre alle aspettative di tutti. 「いつでも、葉山隼人は期待に応えている。」 - Itsudemo, Hayama Hayato wa kitai ni kotae te iru. | 12 giugno 2015  |         |
| 11  | Gli studenti dell'ultimo anno iniziano a pensare di specializzare i loro studi in discipline umanistiche durante il nuovo semestre, ma presto concentrano la loro attenzione su un pettegolezzo riguardante il rapporto tra Yukino e Hayato. Ciò porta Yumiko a recarsi al club di volontariato, dove espone la paura di separarsi da Hayato, che ha scelto di non condividere i suoi progetti futuri con il loro gruppo di coetanei. Hachiman tenta invano sia nel confronto diretto con Hayato sulla sua scelta, sia in quello indiretto con Haruno, che si presenta alla Soubu per assistere il consiglio studentesco. Hachiman decide così di sfruttare la maratona annuale dell'evento invernale per spronare Hayato a scegliere scienze. Ciò fa inaspettatamente emergere il complesso di inferiorità di Hayato nei confronti di Hachiman e decide di fare l'opposto delle parole di quest'ultimo. Hayato vince la maratona e sfata le voci riguardanti lui e Yukino ringraziando Yumiko e Iroha per il loro sostegno. Mentre Yukino cura le ferite di Hachiman, i due condividono un momento di tensione romantica, a cui assiste anche Yui, nascosta dietro la porta. Hayato si scusa con Yukino per il pettegolezzo che si è diffuso durante il dopo festa. Alla fine Hayato dice ad Hachiman che non ha voluto rivelare la sua scelta perché lo status quo del suo gruppo di coetanei gli avrebbe tolto completamente la possibilità di decidere da solo, ferendo il suo orgoglio.                         |                 |         |
| 12  | È ancora lontano dalla risposta che cerca e continua a sbagliarsi su cosa sia reale. 「未だ、彼の求める答えには手が届かず、本物はまちがい続ける。」 - Imada, kare no motomeru kotae ni wa te ga todoka zu, honmono wa machigaitsuzukeru. | 19 giugno 2015  |         |
| 12  | Un giorno Hachiman ha un appuntamento con Haruno e scopre che la Yukino che tutti conoscono potrebbe essere solo un personaggio inventato da lei per mantenere una facciata. Gli studenti della Soubu si concentrano sul giorno di San Valentino e l'entusiasmo spinge Hina e Saki a chiedere aiuto al club di volontariato per preparare dei cioccolatini fatti in casa, insieme a Iroha e Yumiko, che intendono regalare i loro ad Hayato. Poiché Hayato aveva deciso di non accettare cioccolatini da nessuno, Hachiman conclude che avrebbero avuto bisogno di una scusa per costringerlo ad accettarli. Ciò porta Iroha ad arruolare il consiglio studentesco per organizzare una lezione di cucina congiunta con la Kaihin. L'evento si rivela un enorme successo per riunire tutti e Shizuka esprime la sua soddisfazione per la crescita che Hachiman ha fatto come individuo da quando ha ampliato la sua cerchia sociale. Yukino e Yui regalano poi ad Hachiman i loro cioccolatini, ma Haruno rovina il loro momento insieme sostenendo che si tratta di una facciata. Alla sera, mentre i tre tornano a casa, incontrano la madre di Yukino e Yui e Hachiman vedono la difficoltà di Yukino per mantenere la propria individualità all'ombra della sua famiglia. Ciò lascia ad Hachiman l'impressione che tutti loro debbano ancora trovare il loro vero io nascosto dietro le loro persone. |                 |         |
| 13  | La primavera, sepolta da una coltre di neve, inizia a germogliare. 「春は、降り積もる雪の下にて結われ、芽吹き始める。」 - Haru wa, furitsumoru yukinoshita nite yuware, mebukihajimeru. | 26 giugno 2015  |         |
| 13  | Un pomeriggio Haruno intercetta il club di volontariato mentre sta tornando a casa e rimprovera a Yukino di non riuscire a fare scelte di vita da sola nonostante l'immensa libertà che la famiglia Yukinoshita le ha concesso. Yui permette a Yukino di passare la notte a casa Yuigahama finché le cose tra le sorelle Yukinoshita non si sistemano. Mentre Komachi si reca agli esami di ammissione alla Soubu il giorno successivo, Yui invita Hachiman e Yukino al parco di Kasai Rinkai, dove trascorrono la giornata all'acquario e legano le rispettive personalità osservando le varie forme di vita acquatica. I tre condividono poi una reazione ai legami di una coppia di pinguini e Yukino fa un'allusione al suo teso senso di appartenenza. Yui dichiara il vero motivo per cui li ha chiamati e, mentre la giornata volge al termine, usa la sua richiesta iniziale del club di volontariato per rivendicare la responsabilità dei legami spezzati tra loro e chiede inoltre che continuino a fingere il loro beato status quo. Tuttavia, Hachiman interviene dicendo che sarebbe meglio soffrire nella loro incertezza piuttosto che vivere nell'inganno, e le raazze accettano il suo compromesso. Yukino decide quindi di rispondere alla richiesta di Hachiman di comprendersi a vicenda e infine confida la propria richiesta al club di volontariato. |                 |         |
| OAV | Di certo, le ragazze sono fatte di zucchero, cannella e ogni cosa bella. 「きっと, 女の子はお砂糖とスパイスと素敵な何かでできている。」 - Kitto, onnanoko wa osatou to spice to suteki na nanika de dekiteiru. | 27 ottobre 2016 |         |
| OAV | Isshiki fa in modo che Hachiman venga con lei a un "appuntamento", per studiare delle attività da svolgere durante un possibile appuntamento con Hayama. Giocano a ping pong, vedono un film, cenano, vanno a mangiare un dolce e alla fine Isshiki ammette di essersi divertita. Il giorno dopo Isshiki chiede al club di volontariato di trovare altre attività per gli appuntamenti per un giornale studentesco, quindi dà loro una macchina fotografica per immortalare i posti migliori. Il giorno successivo Hachiman accompagna Yui e Yukino a dare un'occhiata in giro per trovare dei posti che possono piacere agli studenti. A scuola Isshiki approva tutte le foto scattate dal club di volontariato. Alla fine la ragazza decide di scattare una foto del club di volontariato come ringraziamento e perché ne avranno bisogno per l'annuario. |                 |         |

### Terza stagione
| Nº  | Titolo italiano (traduzione letterale) Giapponese 「Kanji」 - Rōmaji | In onda           | In onda |
| Nº  | Titolo italiano (traduzione letterale) Giapponese 「Kanji」 - Rōmaji | Giapponese        |         |
| 1   | Infine, le stagioni cambiano e la neve si scioglie. 「やがて、季節は移ろい、雪は解けゆく。」 - Yagate, kisetsu wa utsuroi, yuki wa toke yuku. | 9 luglio 2020     |         |
| 1   | Al termine della visita al parco di Kasai Rinkai, Hachiman riflette su come lui, Yukino e Yui potranno trovare una soluzione alle sfide che devono affrontare nel loro rapporto. Dopo aver offerto loro da bere e aver parlato dei biscotti di Yui, Hachiman invita Yukino a riferire a lui e a Yui la sua richiesta. Yukino spiega che intende seguire la propria strada nella vita invece di seguire le orme dei genitori e della sorella, quindi chiede ad Hachiman e Yui si sostenerla nei suoi sforzi per diventare una persona più capace e indipendente. A tal fine, Yukino decide di lasciare il suo appartamento e di tornare nella casa di famiglia per sistemare le cose con i suoi parenti. Dopo aver accettato la sua richiesta, Hachiman e Yui si recano all'appartamento di Yukino dove vengono accolti da Haruno, in stato di ebbrezza. Il giorno dopo, Hachiman va a trovare Komachi, che si sta preparando per la seconda fase dell'esame di ammissione alla scuola del fratello. Hachiman accetta di incontrarla al centro commerciale Marinpia dopo l'esame; mentre la aspetta, incontra Saki e sua sorella minore Keika, e discute delle loro esperienze con i fratelli minori, e più tardi si unisce anche Komachi. Dopo che Saki e Keika se ne sono andate, Hachiman e Komachi fanno compere prima di tornare a casa. Komachi insiste per organizzare la casa e fare le faccende domestiche per compensare la sua incapacità di farlo mentre studiava per gli esami. In seguito, ringrazia il fratello per il suo sostegno, portando Hachiman a piangere di gioia. |                   |         |
| 2   | Quella chiave non è mai stata usata fino ad oggi. 「今日まで、その鍵には一度も触れたことがない。」 - Kyō made, sono kagi ni wa ichi domo fureta koto ga nai. | 16 luglio 2020    |         |
| 2   | Nel suo appartamento, Yukino comunica ad Haruno che ha deciso di tornare dalla sua famiglia, e la sorella riconosce che Yukino è cresciuta e dice che parlerà lei stessa con la madre della questione. Dice a Yukino di fare le valigie, Yui le offre il suo aiuto e accetta l'offerta di Haruno di rimanere per la notte. Haruno e Hachiman fanno una passeggiata e hanno una conversazione in cui lei chiede ad Hachiman di prendersi cura di Yukino, sottolinea la differenza tra lei e Hachiman e afferma che non vuole essere sempre la sorella maggiore di Yukino. Il giorno dopo, Hayama parla con Hachiman e chiarisce che Haruno gli ha raccontato gli eventi del giorno prima, quindi sostiene che Yukino è cambiata. Dopo le lezioni, durante la riunione del club, Isshiki si offre di organizzare una festa di ballo per il diploma dell'anno successivo. Yukino accetta la sua proposta, sottolineando il fatto di aver preso questa decisione a titolo personale e non come presidente del club. La sera, Yui si reca in camera sua e ricorda di quanto avvenuto il giorno prima nella camera di Yukino: dopo essere rimasta sola in camera di Yukino, Yui trova una foto di Yukino e Hachiman scattata durante la loro visita a Destiny Land. Yui riconosce di sapere da tempo cosa Yukino prova nei confronti di Hachiman e riconosce i propri sentimenti verso di lui, ma ammette di non poter influire su nulla. |                   |         |
| 3   | Iroha Isshiki è la kōhai più forte, come previsto. 「やはり、一色いろはは最強の後輩である。」 - Yahari, Isshiki Iroha wa saikyō no kōhai de aru. | 23 luglio 2020    |         |
| 3   | Dopo aver ricordato di quando Hachiman era venuto a prendere la chiave del club di volontariato, Shizuka riflette sul suo coinvolgimento nei confronti dei ragazzi. Qualche giorno dopo, Hachiman chiede a Saika di uscire con lui, ma questi declina in quanto è impegnato con gli allenamenti di tennis. Dopo che Hachiman ha ricevuto un messaggio da Komachi, Saki esce dall'aula e Hachiman e Saika la seguono fino a davanti alla scuola, dove trovano i risultati degli esami di ammissione alla Soubu. Komachi dice in lacrime di essere stata ammessa alla scuola e si sfoga prima con Hachiman e poi con Yui, mentre Taishi, il fratello minore di Saki, rimane in compagnia della sorella. Tempo dopo, Iroha chiede ad Hachiman di aiutare lei e Yukino e organizzare un ballo, sebbene inizialmente riluttante, alla fine il ragazzo accetta. Nella sala del consiglio studentesco, Hachiman viene informato da Yukino, Yui e Iroha che stanno promuovendo il ballo della scuola su Line e che intendono realizzare un video promozionale. I quattro si vestono in abiti da cerimonia per il video, che viene girato nella palestra della scuola, dove partecipano anche altri studenti. Iroha e Yukino si esibiscono in un'impressionante performance di danza, tuttavia giudicano il video troppo professionale e chiedono ad Hachiman e Yui di ballare insieme come punto focale del prossimo video. Dopo il cambio di brano, Hachiman lascia la pista da ballo per osservare gli altri da lontano, pensando che queste feste non facciano per lui. |                   |         |
| 4   | Improvvisamente, Yui Yuigahama pensa al futuro. 「ふと、由比ヶ浜結衣は未来に思いを馳せる。」 - Futo, Yuigahama Yui wa mirai ni omoi o haseru. | 30 luglio 2020    |         |
| 4   | Hachiman, Yukino, Yui e Iroha esaminano le foto del ballo e discutono del suo successo nel generare opinioni positive. Quando Hachiman considera le prossime mosse, Yukino afferma che lei e Iroha possono gestire tutto senza l'aiuto di Hachiman e Yui. Di conseguenza, Hachiman e Yui decidono di comprare un regalo per Komachi per il suo esame di ammissione e visitano un centro commerciale, dove scattano foto e si recano in un negozio di mobili per riflettere sui loro sogni di infanzia. Yui decide di realizzare un regalo fatto in casa per Komachi. Il giorno successivo, Yui e Hachiman incontrano Iroha che li porta nella sala di ricevimento, dove trovano Yukino in un confronto con Haruno e la madre, mentre Shizuka le osserva. La madre di Yukino esprime preoccupazioni sui comportamenti degli studenti al ballo e chiede a Yukino di non impegnarsi troppo. Hachiman offre il suo supporto, ma Yukino rifiuta. Successivamente, Hachiman riflette sulla conversazione con Haruno, che aveva suggerito una codipendenza nel rapporto tra lui, Yukino e Yui. Mentre Hachiman e Yui tornano a casa, Yui riceve un messaggio da Iroha che informa che il ballo rischia di essere annullato. Hachiman chiama Shizuka per aiutare Yukino, notando che Yui è in lacrime. Dopo aver declinato l'offerta di essere accompagna a casa, Hachiman torna a scuola, mentre Yui si nasconde e piange, pensando di non poter fermare il rapporto speciale tra Hachiman e Yukino e desiderando che lui l'aiutasse. |                   |         |
| 5   | Shizuka Hiratsuka desidera profondamente i giorni passati. 「しみじみと、平塚静はいつかの昔を懐かしむ。」 - Shimijimi to, Hiratsuka Shizuka wa itsuka no mukashi o natsukashimu. | 6 agosto 2020     |         |
| 5   | Hachiman torna a scuola e si reca nella sala del personale, dove Shizuka lo informa che l'amministrazione scolastica intende permettere agli studenti di annullare volontariamente il ballo e gli parla della situazione di Yukino. Successivamente, Iroha gli impedisce di entrare nella sala del consiglio studentesco e lo interroga sulle sue intenzioni, ricordandogli che Yukino rifiuterà il suo aiuto, come già accaduto in passato, quindi Hachiman nega di avere un piano specifico per parlare con lei. Entrati nella sala del consiglio studentesco, Yukino implica indirettamente che rifiuterà l'aiuto di Hachiman, ma lui le presenta il suo piano e cerca di offrirle il suo sostegno. Dopo un altro rifiuto da parte di Yukino, Hachiman decide di risolvere la questione sfidandola a una prova di forza. Yukino accetta la sfida, mentre Iroha osserva i due scambiarsi battute e stabilire i termini della resa dei conti. Una volta sancito il patto, Hachiman se ne va e Yukino continua a lavorare alla sua proposta per il ballo, mentre Iroha riflette sul fatto che Hachiman, Yukino e Yui sono una spina nel fianco. |                   |         |
| 6   | Ancora una volta, Hachiman Hikagaya tiene un discorso. 「あらためて、比企谷八幡はかたりかける。」 - Aratamete, Hikigaya Hachiman yahata wa katarikakeru. | 13 agosto 2020    |         |
| 6   | Iroha va da Hachiman e si sfoga riguardo alla resa dei conti tra lui e Yukino. Dopo che Hachiman le offre da bere, i due si scambiano scuse reciproche e Iroha rivela il vero motivo per cui vuole organizzare il ballo. A casa Hikigaya, Hachiman e Komachi discutono dei loro progetti scolastici; Hachiman le mostre un post sui social media riguardante il ballo della sua scuola e pensa che l'evento potrebbe essere cancellato, senza sapere come comportarsi. A scuola, Hachiman condivide i suoi piani per il ballo e la resa dei conti con Yukino con Yui, che decide di aiutarlo. In un ristorante, Hachiman spiega a Yui il suo piano per far approvare il ballo manipolando l'impressione dell'opposizione, concentrandosi sui problemi relativi alla forza lavoro e al budget. Per risolvere il problema della forza lavoro, Hachiman chiede aiuto a Saika, Saki e Yoshiteru: Saika non ha il tempo necessario, Saki sta già aiutando Yukino, mentre Yoshiteru accetta. Hachiman e Yui si recano quindi in un internet café per cercare luoghi da utilizzare per la loro contropromozione, tenendo conto del budget. Mentre Hachiman continua la sua ricerca, Yui finge di addormentarsi sulla sua spalla e desidera che quel momento possa durare per sempre. |                   |         |
| 7   | Fino alla fine, Yui Yuigahama continuerà a vegliare su di loro. 「最後まで、由比ヶ浜結衣は見守り続ける。」 - Saigo made, Yuigahama Yui wa mimamoritsuzukeru. | 20 agosto 2020    |         |
| 7   | Nella sala del club di gaming, Yoshiteru presenta a Hachiman e Yui il fratello di Sagami e Hatano, entrambi membri del club. Hachiman spiega loro il suo piano per organizzare un finto ballo, e i ragazzi accettano di aiutarlo, soprattutto il fratello di Sagami, che condivide un terreno comune con Hachiman. La sala del club di gaming diventa il luogo per organizzare il finto ballo, e mentre discutono i metodi per attirare l'attenzione su tale evento, decidono di tenere un ballo congiunto con il liceo Kaihin e di chiedere consiglio al Comitato del Capitano, guidato da Hayato. A casa Hikigaya, Hachiman si prepara ad uscire e augura buon compleanno a Komachi. Successivamente, si reca alla biblioteca per una riunione con Yui, Kaori e Tamanawa, presentando la proposta del ballo di fine anno. Tamanawa sottolinea i difetti della proposta, ma Hachiman ribatte e si scatena una battaglia rap tra i due ragazzi. Nonostante i difetti, Tamanawa e Kaori mostrano interesse per il ballo congiunto. Il gruppo di Hachiman procede alla creazione del logo e della pagina dei social media per l'evento, e Yoshiteru porta la sua macchina fotografica, proponendo il nome "Ballo Scuola Soubu Saiko Project". Hachiman accetta il nome e si prepara ad incontrare Hayato, mentre gli altri finiscono i loro incarichi. Mentre si reca al campo di calcio, Hachiman incontra Yukino e discute dei rispettivi progressi compiuti per il ballo di fine anno. Yui li raggiunge e informa Yukino che sta aiutando Hachiman. Mentre Yukino e Yui parlano, Hachiman riflette sulla loro situazione, paragonandola a qualcosa che sembra una preghiera. |                   |         |
| 8   | Sperando che, alla fine, io non commetta più errori. 「せめて、もうまちがえたくないと願いながら。」 - Semete, mō machigaetakunai to negai nagara. | 27 agosto 2020    |         |
| 8   | Hayato rifiuta di aiutare Hachiman nell'organizzazione del finto ballo perché impegnato con il consiglio studentesco e critica il metodo di Hachiman per aiutare Yukino. In spiaggia, Hachiman partecipa a un servizio fotografico con Yui, Yoshiteru, Hina e Yumiko per il ballo di fine anno. Durante il servizio, Hina mette in discussione il metodo di Hachiman, che risponde che i metodi più semplici sono i più difficili. Dopo aver pubblicato le foto sui social media, Hachiman e Yui incontrano Haruno in un ristorante e le chiedono di far trapelare un annuncio a loro favorevole; Haruno informa che stanno trattando con sua madre per ottenere l'approvazione del ballo. A scuola, Shizuka porta Hachiman nella sala riunioni per parlare con la signore Yukinoshita, che chiede se Hachiman sia l'organizzatore del Saiko Project e lui nega indirettamente. Hachiman chiede alla signora Yukinoshita di aiutarlo a convincere l'opposizione, notando di non avere alcun potere persuasivo su di loro, e lei accetta di aiutarlo. Al ristorante, Haruno e Hayato discutono della codipendenza mentre Hachiman informa Yukino che il ballo è stato approvato. I due discutono su chi abbia vinto la prova di forza senza decidere un vincitore. Yukino, in lacrime, dice ad Hachiman che si è divertita al club di volontariato e vuole porre fine alle loro finta relazione. Hachiman ammette la sconfitta e chiede il desiderio di Yukino, che gli chiede di esaudire quello di Yui; Hachiman accetta e lascia la stanza. Yukino invia un'email a Yui per incontrarla e si ritrovano vicino a una fermata dell'autobus. Parlano del ballo e di come Yukino non abbia potuto rifiutare l'aiuto di Hachiman. Quando Yui vede il sorriso di Yukino, capisce che la relazione è finita. |                   |         |
| 9   | Un pizzico di quella fragranza porterà sempre ricordi di quella stagione. 「きっと、その香りをかぐたびに、思い出す季節がある。」 - Kitto, sono kaori o kagu tabi ni, omoidasu kisetsu ga aru. | 3 settembre 2020  |         |
| 9   | A casa Hikigaya, Hachiman dice a Komachi che non può spiegarle cosa gli è successo finché tutto non sarà risolto. Parlano poi della festa in programma. A scuola, Hachiman invia un messaggio a Yui chiedendole di tornare a casa insieme. Durante il tragitto, discutono del ballo di fine anno e dell'incontro di Yui con Yukino, fermandosi in un parco. Qui, Hachiman chiede a Yui quali siano i suoi desideri. Lei ammette di essere una persona avida e di non poterne scegliere uno solo: vuole aiutare Yukino con il ballo, organizzare una festa per Komachi e altro ancora. Il giorno dopo, Yumiko mette in guardia Hachiman sulla sua relazione con Yui, prima che quest'ultima arrivi e i due si dirigano insieme verso la classe. Nel corridoio incontrano Iroha e Yukino, che li informa sui preparativi e sui problemi logistici, rifiutando però l'aiuto di Hachiman. Mentre si separano, Iroha sussurra ad Hachiman che il suo aiuto sarebbe gradito. Yui invita Hachiman a casa sua sabato, e qui decidono di preparare dei biscotti per Komachi, ma la madre di Yui insiste per fare delle crostate di frutta. Successivamente, Hachiman fa un regalo di Natale a Yui, desiderando esaudire uno per uno i suoi desideri. A scuola si tiene la cerimonia di consegna dei diplomi, con Iroha e Meguri che pronunciano i loro discorsi di addio. Dopo la cerimonia, Hachiman e Yui salutano personalmente Meguri nella sala del consiglio studentesco, dove arriva Iroha che affida ad Hachiman un incarico. |                   |         |
| 10  | Galantemente, Shizuka Hiratsuka va oltre. 「颯爽と、平塚静は前を歩く。」 - Sassō to, Hiratsuka Shizuka wa mae o aruku. | 10 settembre 2020 |         |
| 10  | Nella palestra, fervono i preparativi per il ballo di fine anno. Yukino è la responsabile generale, Iroha si occupa dell'impianto audio, Yui gestisce la reception, mentre Hachiman funge da assistente audio nel caso in cui Iroha sia impegnata altrove. Iroha offre ad Hachiman, Yukino e Yui un posto nel consiglio studentesco, ma lui risponde che ci penserà con mente aperta. Durante il ballo, Hachiman incontra Yui, che confessa di non aver ancora deciso quale desiderio esprimere, ma insieme condividono un ballo. Alla fine dell'evento, Yukino ricorda ad Hachiman il desiderio che deve esaudire, e tutti si riuniscono nella sala conferenze. La madre di Yukino si congratula con lei per il successo del ballo, e la ragazza rivela i suoi progetti futuri. Quando tutti se ne sono andati tranne Hachiman, le sorelle Yukinoshita e Yui, Yukino ringrazia Haruno, che però esprime la sua insoddisfazione per la situazione attuale. Haruno se ne va, e i tre discutono del loro rapporto, confermando che il club di volontariato si scioglierà. Iroha entra nella stanza mentre Hachiman sta per parlare, ma decide di andarsene; Yukino lo insegue e lo ringrazia per l'aiuto. Hachiman incontra Haruno per chiedere chiarimenti sulle sue precedenti dichiarazioni, e lei spiega che il desiderio di Yukino è un atto di compensazione, interrogandosi su cosa significhi realmente il loro rapporto. Shizuka offre ad Hachiman di accompagnarlo a casa, ma prima di tornare, i due si recano in un centro giochi, dove discutono di quanto Haruno gli ha detto. |                   |         |
| 11  | Solo un tocco caldo trasmette davvero i sentimenti. 「想いは、触れた熱だけが確かに伝えている。」 - Omoi wa, fureta netsu dakega tashikani tsutaeteiru. | 17 settembre 2020 |         |
| 11  | Dopo aver discusso con Shizuka della codipendenza menzionata da Haruno, Hachiman decide di affrontare i problemi della sua relazione a modo suo. Dopo la cerimonia di diploma, Yui e Hachiman si recano in un parco, dove lei gli chiede se la situazione attuale gli va bene e lo invita a riflettere e rispondere in modo sincero. Yui esprime il suo desiderio, e successivamente Hachiman la accompagna a casa. Una volta separati, Yui piange tra le braccia della madre, rendendosi conto di vivere il suo primo amore. In seguito, Iroha scopre da Yoshiteru, il fratello di Sagami e Hatano, che Hachiman è il responsabile del finto ballo e che si trova nella sala del personale con Yukino, Shizuka, la signora Yukinoshita e Haruno. Nonostante le obiezioni della signora Yukinoshita, Hachiman insiste nel voler portare avanti il ballo, e così la donna concede a Yukino la libertà di decidere. Dopo aver accettato di continuare il progetto nonostante le difficoltà, Yukino si incammina con Hachiman su un ponte, dove inizia a interrogarsi sulle sue azioni. Hachiman conferma che le sue scelte sono dettate dal desiderio di Yui, sottolineando che lui e Yukino hanno difficoltà di comunicazione e che non potrebbero tornare insieme se si allontanassero. Yukino tenta di andarsene, ma Hachiman la ferma afferrandole la mano e confessa di voler avere una relazione con lei. Dopo aver fatto dell'autoironia e messo in dubbio il suo valore come partner, Yukino gli chiede di avere la sua vita mentre lo abbraccia, e i due diventano ufficialmente una coppia. |                   |         |
| 12  | La mia commedia romantica adolescenziale è sbagliata, come mi aspettavo. 「やはり俺の青春ラブコメはまちがっている。」 - Yahari ore no seishun rabukome wa machigatteiru. | 24 settembre 2020 |         |
| 12  | Hachiman e Yukino discutono dei problemi relativi all'organizzazione del ballo di fine anno. Hachiman è riluttante a chiedere aiuto a Yui, ma Yukino pensa di parlarle presto. I due scelgono il parco marino Inagi come possibile location e decidono di ispezionarlo il giorno dopo per verificarne l'idoneità. Durante il sopralluogo, notano una terrazza sull'oceano, una cappella, una sala eventi e altri edifici adatti allo scopo, e concordano di utilizzare il parco per il ballo. Il giorno dopo, Hachiman, Yukino e gli altri ragazzi lavorano per ultimare il progetto e alla fine si presenta anche Yui, con gran sollievo di Hachiman e Yukino. Durante una pausa, i ragazzi si rilassano in una sauna, dopodiché Hachiman incontra Yukino, Yui e Iroha e si ricongiungono al resto del gruppo. Il giorno del ballo, Komachi fa la conoscenza di Iroha e parla con Yui, mentre la signora Yukinoshita e Haruno augurano buon lavoro a Yukino. Dopo il ballo, Shizuka si complimenta con Hachiman e ballano insieme, poi si stringono la mano e lui la ringrazia per tutto. Hachiman incontra poi Yukino che, dopo avergli assegnato diversi incarichi, lo sorprende dicendogli "ti amo" e se ne va subito dopo. Tempo dopo, nella sala del club di volontariato, Yukino invita Hachiman a cena su richiesta della madre, mentre Komachi entra per iscriversi. Nonostante il club non esista più, Iroha presenta una domanda di ammissione per Komachi come presidente e Hachiman e Yukino come membri. Yui entra per una richiesta e Yukino la accoglie. Mentre il riformato club si prepara per la sua prima richiesta, Hachiman pensa che la sua commedia romantica adolescenziale è sbagliata, come si aspettava.                                                                    |                   |         |
| OAV | Quindi, l'adolescenza non finisce, e la giovinezza continua. 「だから、思春期は終わらずに、青春は続いていく。」 - Dakara, shishunki wa owarazu ni, seishun wa tsudzuite iku. | 27 aprile 2023    |         |
| OAV | Qualche tempo dopo il ballo di fine anno, Hachiman e il resto del club di volontariato si rilassano. Komachi ha iniziato a unirsi al gruppo, mentre Iroha è infastidita dal fatto che il ballo ha causato diversi problemi al consiglio studentesco riguardo al budget, e rimprovera Hachiman per questo. Successivamente, Hachiman e Yukino prendono il treno per un appuntamento a cena con la madre e la sorella di Yukino. Quest'ultima gli dà la cravatta che Komachi le ha prestato per l'occasione. Durante la cena, Hachiman risponde in modo diretto alle domande della madre di Yukino, ma esita quando Haruno gli chiede se lui e Yukino si frequentano, ferendo involontariamente la ragazza. Altrove, Yui, Iroha e Komachi escono insieme, e Yui confessa di provare ancora dei sentimenti per Hachiman, decidendo di resistere e vedere se si presenteranno nuove opportunità in futuro. Tempo dopo, Yui chiede ad Hachiman di uscire e insieme visitano un acquario, dove la ragazza ammette di amarlo ancora. Il giorno seguente, Hachiman regala a Yukino dei dolci, su richiesta di Komachi, per scusarsi con lei. Yukino sottolinea che gesti come questo saranno necessari la prossima volta che lui e sua madre si incontreranno. Dopo che Yukino ha distribuito i dolci, si sorprende quando Yui morde quello che tiene in mano, spiegando che non si è ancora arresa e che Yukino deve essere pronta a combattere per mantenere ciò che è suo. Infine, alla porta si presenta il nuovo consigliere del club, e i membri si alzano per salutarlo. |                   |         |